# Michel Temer
Michel Miguel Elias Temer Lulia, född 23 september 1940 i Tietê i delstaten São Paulo, är en brasiliansk advokat och politiker (Brasilianska demokratiska rörelsen, MDB). Han var Brasiliens president mellan 31 augusti 2016 och 1 januari 2019. 
Temer utsågs till Brasiliens vicepresident i januari 2011. Den 12 maj 2016 fick Temer överta posten som president efter att Dilma Rousseff hade stängts av från presidentposten. Temer svors in officiellt som president den 31 augusti 2016. 
Allvarliga korruptionsanklagelser riktades under 2017 mot Temer. Han misstänks ha tagit emot nästan 50 miljoner dollar under valkampanjen 2014, då han ställde upp som dåvarande president Dilma Rousseffs vice-presidentkandidat.
Högsta domstolen väntas beordra Temer att avgå. Styret av världens femte största land tas då över av underhusets talman Rodrigo Maia, men även han står anklagad för korruption. Michel Temer väntas överklaga domstolens beslut, vilket i så fall kan fördröja processen, kanske ända fram till nästa presidentval 2018.